# Altmarkt (Oberhausen)
Koordinaten: 51° 28′ 8,4″ N, 6° 51′ 0″ O

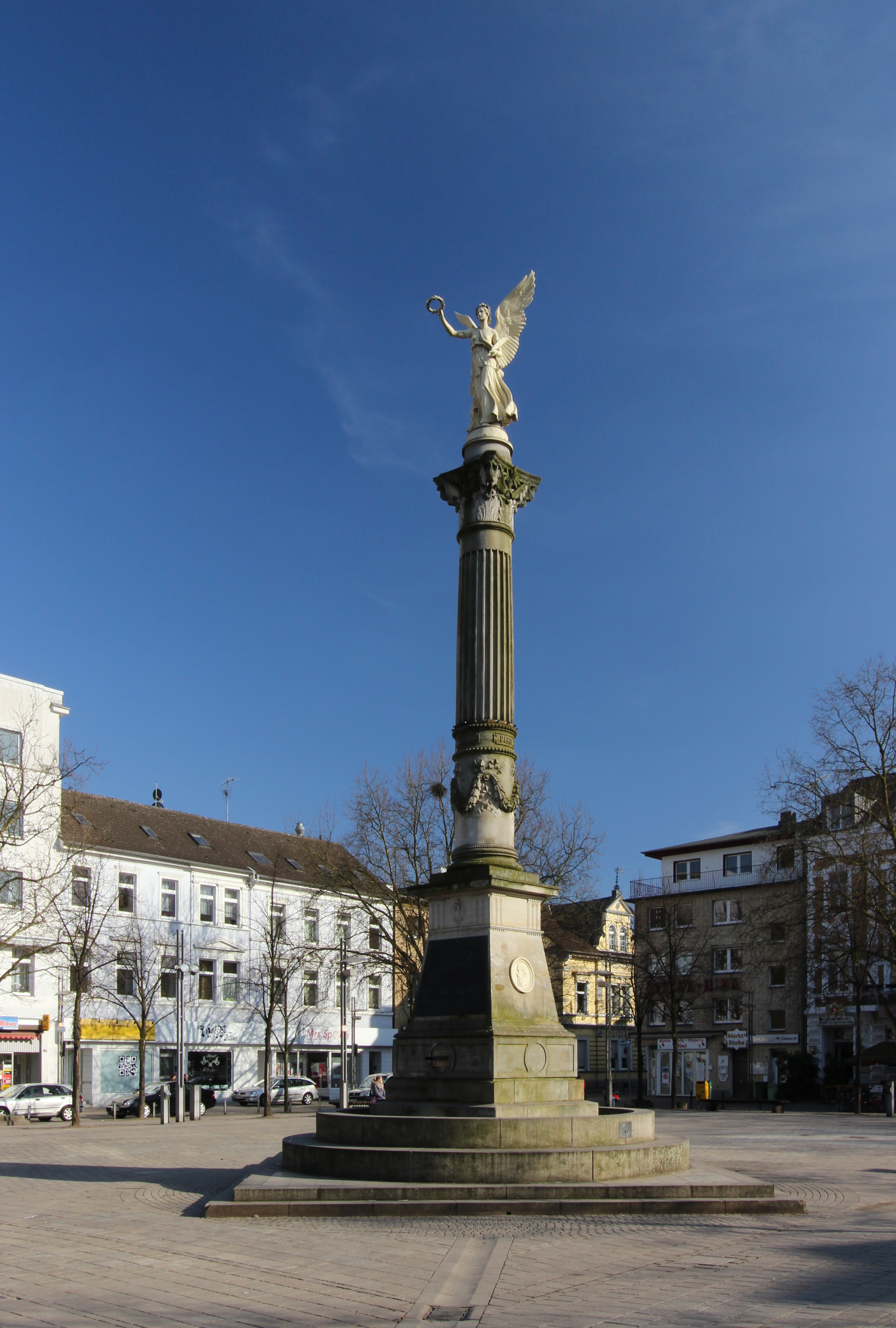
Siegessäule am Altmarkt in Oberhausen (2013)

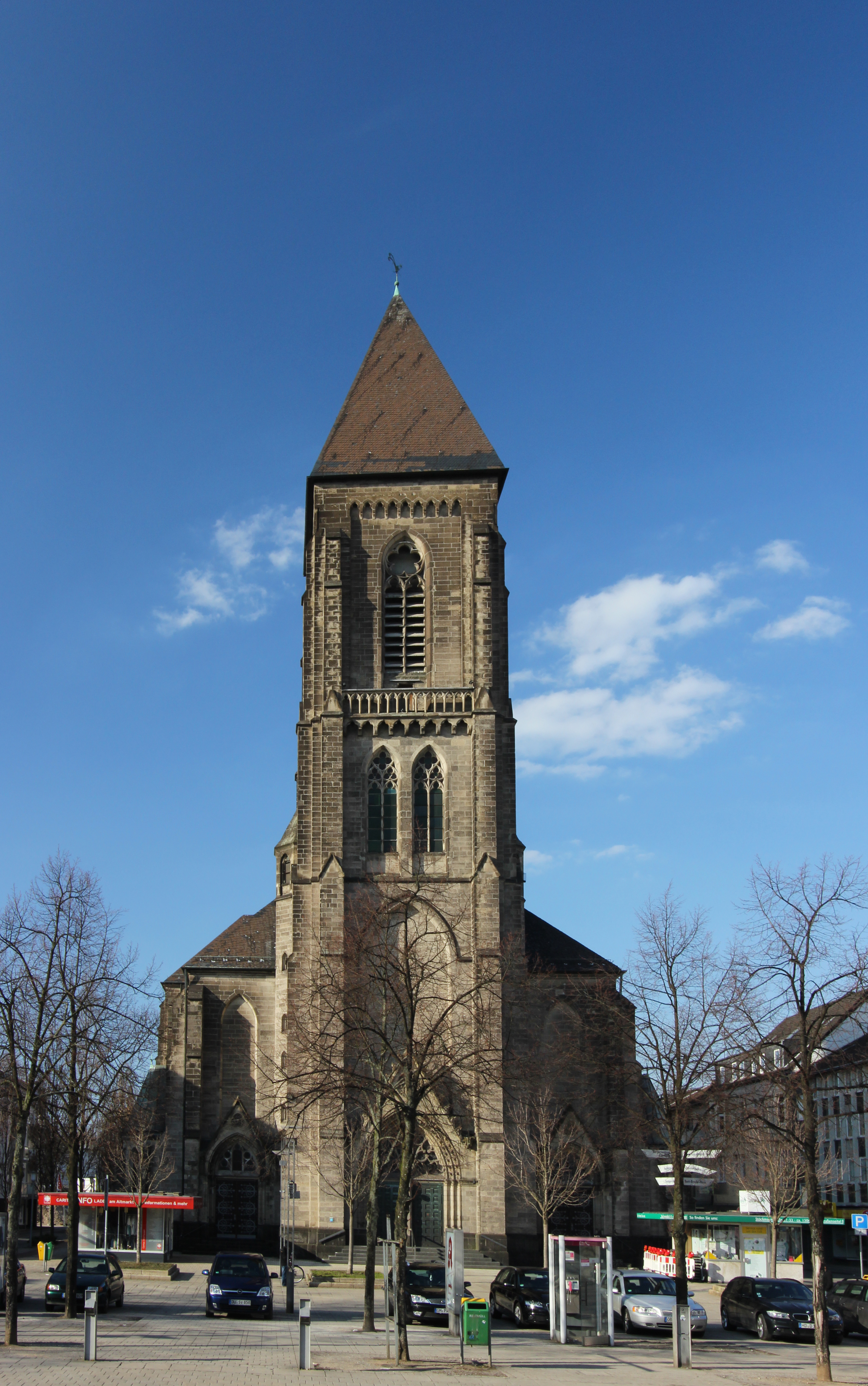
Die Herz-Jesu-Kirche am Altmarkt in Oberhausen (2013)

Der Oberhausener Altmarkt ist ein Platz im Zentrum von Alt-Oberhausen.

## Geschichte
Das Grundstück für den im Juni 1859 eröffneten Altmarkt wurde der Gemeinde Styrum von dem Landwirt Wilhelm Stöckmann (1801–1861) geschenkt. Die im Osten des Platzes verlaufende Stöckmannstraße erinnert noch heute an ihn.
Bei der Bildung der neuen Gemeinde Oberhausen im Jahr 1862 wurde dieser auch ein Teil von Styrum mit dem Marktplatz zugeschlagen, der sich in den folgenden Jahren zum „Mittelpunkt der werdenden Stadt“ entwickelte. Im Jahr 1876 wurde auf dem Marktplatz eine Siegessäule errichtet, ein Kriegerdenkmal aus Sandstein in Erinnerung an die Schlachten der Jahre 1864 bis 1871, die den Weg zur deutschen Reichsgründung ebneten. Auf der Spitze des Denkmals schreitet die Figur der Göttin Victoria bzw. Nike. Im Norden des Altmarkts wurde zwischen 1909 und 1911 die katholische Pfarrkirche Herz Jesu erbaut; die anderen drei Seiten des Marktplatzes sind überwiegend von Ladenlokalen, Büros und gastronomischen Betrieben gesäumt. Auf dem Platz selbst findet dienstags und donnerstags bis samstags von 08:00 bis 13:00 Uhr ein Markt statt, der in der Adventszeit dem örtlichen Weihnachtsmarkt weicht, welcher sich von 2006 bis 2017 als „Weihnachtswald“ präsentierte.
Der Altmarkt wurde vom Regionalverband Ruhr in die Themenroute Oberhausen: Industrie macht Stadt der Route der Industriekultur aufgenommen.
Im September 2019 wurde am Rande des Marktplatzes auf dem Dach des Oberhausener Jobcenters der Altmarkt-Garten (Eigenschreibweise: ALTMARKTgarten) eröffnet. Auf rund 1.100 Quadratmetern werden dort in drei getrennten Klimakammern Salate, Erdbeeren und Kräuter angebaut. Ein viertes, kleineres Segment ist für Forschungsprojekte des Fraunhofer-Instituts für Umwelt-, Sicherheits- und Energietechnik zur gebäudeintegrierten Pflanzenproduktion vorgesehen.